# Avisos o sian reglas senzillas a un principiant cuyner o cuynera adaptadas a la capacitat dels menos instruhits
Avisos o sian reglas senzillas a un principiant cuyner o cuynera adaptadas a la capacitat dels menos instruhits, es un breve recetario de cocina catalana publicado en 1894 por Felip Cirera, un famoso cocinero del obispo de Vich y que firma como Felipe de Palacio. No se trata sin embargo de un libro de cocina conventual, sino que está dirigido a todos, el autor comenta en la introducción que escribe el libro «a instancias de unos amigos», con lo que conoce de su experiencia personal y «conforme a las costumbres del país en que vivimos». Incluye un apartado de consejos introductorios generales de un estilo similar a otros recetarios de la época, como por ejemplo de La cuynera catalana, escrito medio siglo antes. También una sección para enfermos y otra para la conservación de los alimentos, en el que explica cómo hacer las longanizas de Vich, entre otras cosas.
Hasta La cuynera catalana, los recetarios se dirigían a los cocineros profesionales o al cabeza (un hombre) de la familia. Este libro introduce la novedad de que quien cocina puede ser tanto un hombre como una mujer («un principiante cuyner o cuynera»), pero más tarde especifica que las recetas se dirigen a «los principiantes en el oficio de cocinero, guiar a las amas que deben dar alguna regla a las criadas, y hacer algún bien a las familias»". Ya en el título se remarca mucho la tenue formación educativa del público al que va dirigido el recetario.
Hasta el siglo XVIII, los recetarios publicados en español estaban dirigidos a la nobleza y la aristocracia y consecuentemente correspondían a una cocina artificiosa, complicada y alejada de la tradicional. Más tarde, con la obra de Juan Altamiras se extiende al mundo eclesiástico. El Avisos o sian reglas senzillas representa una voluntad de continuidad del cambio introducido por La cuynera catalana, que se escribe en catalán para llegar a todo el pueblo y que muestra que en esta época el catalán era la lengua hablada y que entendían las clases trabajadoras. Los recetarios para el pueblo, así como para eclesiásticos a partir del siglo XIX, se diferencian de los dirigidos a burgueses en que utilizan una cocina de apariencia sencilla, en la tradición de los platos de la cultura catalana, incorporando algunos principios de economía, como por ejemplo la racionalización de especies, que se proponen usar bien escogidas y en poca cantidad debido a su elevado coste en la época, o un consejo final que explica cómo anotar, todo lo que se gasta en compras para comer, en una libreta.